# Bolia menti csata
A Bolia menti csata a Kárpát-medence a Hun Birodalom bukása utáni történetét meghatározó ütközet volt. A csatában a Theudemir vezette keleti gót birodalom döntő győzelmet aratott az ellene szövetkezett törzsek fölött. Nem tudni, hogy pontosan melyik folyó is lehetett a Bolia — egyes történészek az Ipolyra gyanakszanak; Kiss Attila szerint ez a Sárvíz lehetett.

## A szövetségesek
A gótellenes szövetséget valószínűleg a szvébek vezették; a csatában Hunimund és Halarich vezetésével harcoltak. A szarmaták két vezére Beuca és Babai volt, a szkír csapatokat Edika király, Attila egykori bizalmasa és Hunvulf vezette. Különböző szerződésekkel gepida, rúgi és herul segédcsapatok is támogatták őket.

## A csata és eredménye
Az csata lefolyásáról nincs információnk. A vezérek közül elesett Edika szkír király; fia, Odoaker ekkor menekült Itáliába.